# Вільярес-де-Хадраке
Вільярес-де-Хадраке (ісп. Villares de Jadraque) — муніципалітет в Іспанії, у складі автономної спільноти Кастилія-Ла-Манча, у провінції Гвадалахара. Населення — 67 осіб (2010).
Муніципалітет розташований на відстані близько 95 км на північний схід від Мадрида, 55 км на північ від Гвадалахари.

## Демографія
Динаміка населення (INE ):